# Waterkant
Waterkant [ˈvɔːtɐkʰant], HH: [ˈvoːdɐkʰant], ndl. [ˈʋaːtərkɑnt] ist eine niederdeutsche Bezeichnung für Küste. Das Wort bedeutet im Plattdeutschen sowie im Niederländischen nicht genau „Wasserkante“, sondern eher „Wasserrand“ oder „Meeresrandgebiet“. Umgangssprachlich meint man damit vor allem die Küsten Norddeutschlands und der Niederlande oder einen nicht näher spezifizierten Landstreifen entlang dieser Küsten. Auch die Küste Belgiens wird oft Waterkant genannt.
Waterkant ist der Projektname für einen in der Nordsee geplanten Offshore-Windpark. Aufmerksamkeit bekam das Projekt, weil es der erste deutsche Windpark ist, der mit chinesischen Windenergieanlagen ausgerüstet werden soll.